# Littérature du Ier siècle av. J.-C.
Littérature du IIIe siècle av. J.-C. - Littérature du IIe siècle av. J.-C. - Littérature du Ier siècle av. J.-C. -  Littérature du Ier siècle -  Littérature du IIe siècle

## Événements
- 86 av. J.-C. : après la prise d’Athènes par Sylla, Philon de Larissa se réfugie à Rome. Antiochos d'Ascalon lui succède à la tête de l’Académie (fin en 69 av. J.-C.). Il admet toute une partie du stoïcisme, en particulier la théorie de la connaissance[1].
- 5-14 août 70 av. J.-C. : les plaidoyers de Cicéron contre Verrès (les Verrines) créent un nouveau genre littéraire à Rome[2].

- Vers 63 av. J.-C. : Tiron, esclave affranchi de Cicéron, s’inspirant des notes grecques, invente sa propre méthode de sténographie, utilisé pour noter les discours au Sénat en 63 av. J.-C.[3].
- Vers 65 av. J.-C. : Atticus fonde à Rome une entreprise de copie de livres[4].

- Vers 53 av. J.-C. : séjour de Virgile à Rome ; il fréquente l’école du rhéteur Épidius[5].
- Vers 50 av. J.-C. : L. Calpurnius Piso Caesoninus, beau-père de César, entretient un cénacle de penseurs grecs épicuriens, tels Philodeme de Gadara dans sa luxueuse villa d’Herculanum, dite Villa des Papyrus, où l'on a retrouvé la bibliothèque de Philodeme[6].
- Après 39 av. J.-C. : Asinius Pollion ouvre la première bibliothèque publique à Rome dans l’Atrium Libertatis[7].
- 38 av. J.-C. : Virgile présente Horace à Mécène[8].
- 37 av. J.-C. : Virgile et Horace accompagnent Mécène dans une ambassade à Antoine envoyée par Octavien ; Horace décrit son voyage à Brindes dans sa cinquième Satire[8].
- 28 av. J.-C. : ouverture de la bibliothèque palatine, près du Temple d'Apollon Palatin, à Rome[7].
- Vers 30 av. J.-C. : Marcus Valerius Messalla Corvinus crée un cercle d'écrivains[9].

## Œuvres majeures
- Ier siècle av. J.-C./IIe siècle : en Inde, composition du Nâtya-shâstra, traité de la danse, de la musique et du théâtre indien  attribué à Bharata Muni[10].
- Fin du Ier siècle av. J.-C.-début du Ier siècle : Marcus Verrius Flaccus rédige le De Verborum significatu (De la signification des mots), un dictionnaire en 20 livres connu par les résumés de Sextus Pompeius Festus (IIIe siècle) et de Paul Diacre (VIIIe siècle)[11].
- Ier siècle av. J.-C. : Traité de tactique d’Asclépiodote le Tacticien[12].

- 109–91 av. J.-C. : l'historien chinois Sima Qian rédige le Shiji, une chronique de l'Histoire de la Chine allant des origines à environ 100 av. J.-C.[13].
- Vers 100 av. J.-C. : la Couronne, recueil de poèmes de Méléagre de Gadara[14].

- De 57 à 51-50 av. J.-C. : publication de De Bello Gallico, de César[15].

- 54 av. J.-C. : De rerum natura poème didactique du poète et philosophe latin Lucrèce, est publié après sa mort par Cicéron[16].
- 54-51 av. J.-C. : Cicéron écrit le dialogue De Republica (De la République)[17]. Il y oppose l’excellence de la constitution républicaine, tempérant les trois formes de gouvernements —royauté, aristocratie, démocratie— à la nécessité d’une autorité supérieure, respectueuse des règles.
- 52 av. J.-C. : De legibus, de Cicéron[16].

- 47 av. J.-C. : Varron (Marcus Terentius Varro) décrit la vie dans l’ancienne Rome dans son ouvrage Antiquitates rerum humanarum et divinarum[18].

- Vers 47-45 av. J.-C. : Jules César écrit l'histoire de la deuxième guerre civile, De Bello Civile[19].

- 46-44 av. J.-C. : durant sa période de retraite politique, Cicéron produit des ouvrages philosophiques à un rythme intense ; Paradoxa Stoicorum, De finibus bonorum et malorum, Tusculanes, De natura deorum, De divinatione, Cato Maior de Senectute, Laelius de amicitia, De officiis[16].

- Vers 44-43 av. J.-C. : après la mort de Jules César, Aulus Hirtius publie le huitième et dernier livre de De Bello Gallico[20].

- Vers 43-37 av. J.-C. : Virgile rédige les Bucoliques[21].

- Vers 38-34 av. J.-C. : publication du premier livre des Satires d'Horace[22].
- Vers 30 av. J.-C. :
  - Diodore achève sa Bibliothèque historique en 40 volumes[23].
  - Horace compose ses Épodes, recueil de poème dédicacé à son protecteur et ami Mécène[24].

- Entre 29 et 19 av. J.-C. : l’Énéide, épopée de Virgile[25].

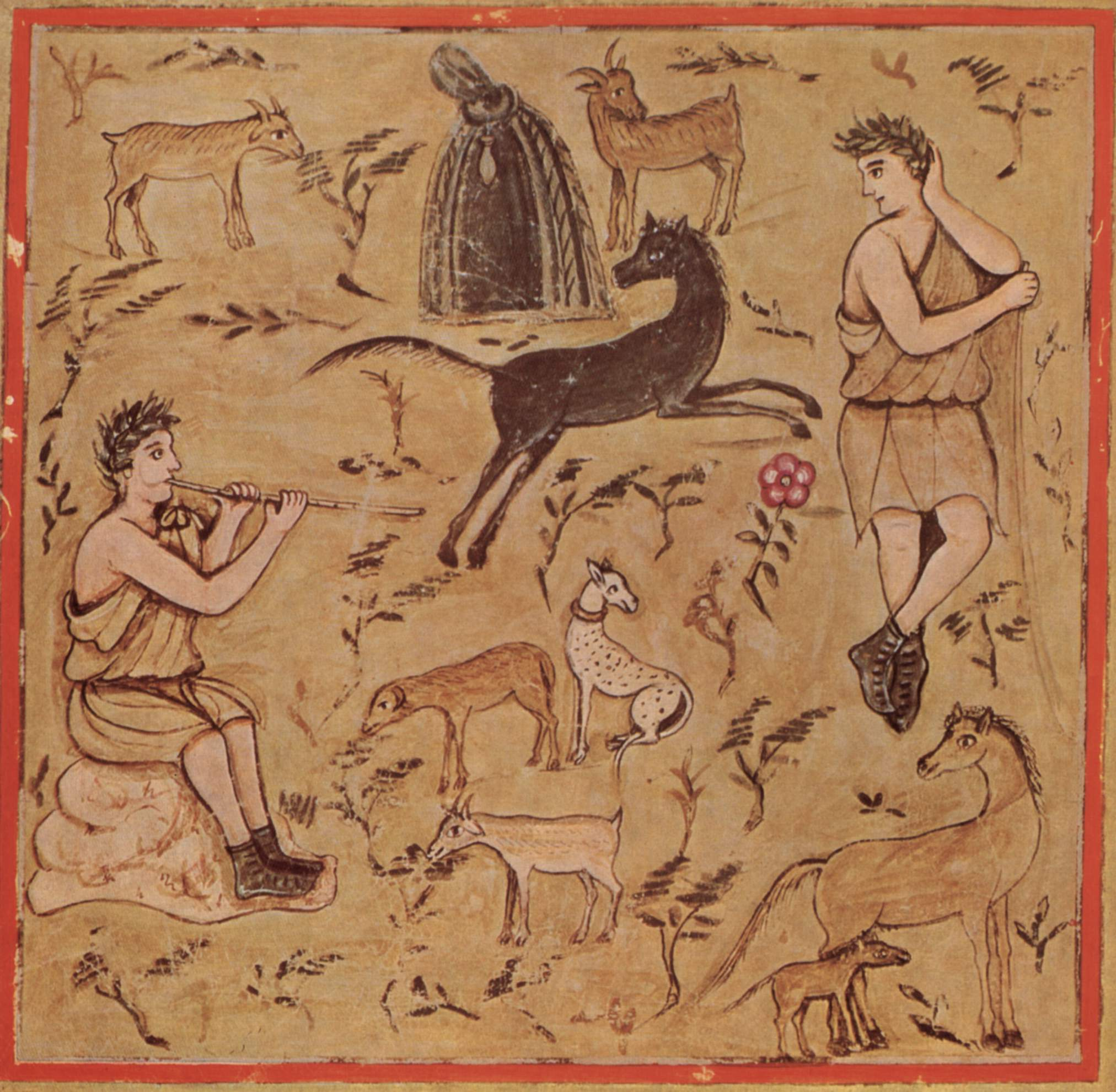
Géorgiques, livre III, bibliothèque du Vatican.

- 29 av. J.-C. : 
  - Août, Atella[26] : Virgile lit ses Géorgiques à Octave et Mécène.
  - publication du second livre des Satires d'Horace[22].
- 29-17 av. J.-C. : le bouddhisme trouve sa forme définitive à Ceylan dans le canon pāli[27].
- 27-25  av. J.-C. : l’historien Tite-Live commence la rédaction d'une Histoire de Rome depuis sa fondation (Ab Urbe condita libri), des origines à 9 av. J.-C.[28].
- Vers 25 av. J.-C. :
  - publication de De architectura, traité de Vitruve[29].
  - Nicolas de Damas rédige une Biographie d'Auguste[30].
- 23 av. J.-C. : le poète lyrique Horace publie ses trois livres de 88 Odes[31].
- 21 av. J.-C. : premier livre des Épîtres d'Horace[32].

- Vers 19 av. J.-C. : Horace écrit ses lettres sur l'art des vers (Ars Poetica)[24].
- 17 av. J.-C. : Horace compose un Chant séculaire (Carmen Saeculare) interprété par un chœur de 54 adolescents le jour de la clôture des Jeux séculaires célébrés à Rome[33].
- 15-10 av. J.-C. : publication du livre IV des Odes d'Horace[34].

- Après 7 av. J.-C. : Denys d'Halicarnasse publie Les Antiquités Romaines[35].

## Naissances
- Vers 74 av. J.-C. : à Canana, Athénodore le Cananite, philosophe grec.
- Vers 25 av. J.-C. : à Vérone, Aulus Cornelius Celsus, médecin romain.

## Décès
- 86 av. J.-C. : Sima Qian, historien chinois (né en 145 av. J.-C.).
- 85 av. J.-C. : à Rome, Philon de Larissa, philosophe grec.
- Vers 69 av. J.-C. : à Athènes, Antiochos d'Ascalon, philosophe grec.
- Vers 51 av. J.-C. : à Rome, Posidonios, philosophe, savant et mathématicien grec.
- décembre 43 av. J.-C. : à Formia, Cicéron, homme d’État, rhéteur et philosophe romain.